# Martignargues
Martignargues (okzitanisch: Martinhargues) ist ein Ort und eine südfranzösische Gemeinde mit 438 Einwohnern (Stand 1. Januar 2022) im Département Gard in der Region Okzitanien.

## Lage
Der Ort Martignargues liegt auf einer ca. 90 bis 110 m hohen Anhöhe zwischen den Flüssen Droude und Gardon (oder Gard) und ist ca. 16 km (Fahrtstrecke) in südöstlicher Richtung von Alès entfernt. Bis nach Nîmes sind es weitere ca. 35 km. 

## Bevölkerungsentwicklung
| Jahr      | 1800 | 1851 | 1901 | 1954 | 1999 | 2017 |
| Einwohner | 119  | 161  | 153  | 129  | 240  | 424  |

Im 19. und frühen 20. Jahrhundert blieb die Bevölkerung in etwa stabil. In jüngster Zeit hat die relative Nähe zu den Städten Nîmes un Alès zum Bevölkerungswachstum beigetragen.

## Wirtschaft
Die Einwohner von Martignargues lebten jahrhundertelang als Selbstversorger von den Erträgen ihrer Felder und Gärten; Produktionsüberschüsse konnten in Alès vermarktet werden. Auch Wein wurde angebaut, doch setzte die Reblauskrise setzte diesem Wirtschaftszweig Ende des 19. Jahrhunderts ein vorläufiges Ende. Heute wird nur noch vereinzelt Wein angebaut und über die Appellationen Cévennes, Duché d’Uzès, Gard und Pays d’Oc vermarktet. Zunehmend spielt die Vermietung von Ferienwohnungen (gîtes) eine gewisse Rolle im Wirtschaftsleben der Gemeinde.

## Geschichte
Wahrscheinlich war die Gegend bereits in gallorömischer Zeit besiedelt. Die erste urkundliche Erwähnung des Ortsnamens Martiniacum colonica stammt aus dem Jahr 850, als das Gebiet noch zum Gebiet der Abtei Psalmodie gehörte. Am 14. März 1704 fand in der Nähe ein Gefecht zwischen königstreuen Truppen und den siegreichen aufständischen Kamisarden unter Jean Cavalier statt.

## Sehenswürdigkeiten
- Der Ortskern (bourg) besteht aus vielen alten Bruchsteinhäusern, die jedoch zumeist verputzt wurden.
- Die in ihren Ursprüngen aus dem Mittelalter stammende Kirche wurde im Jahr 1702 von den Kamisarden zerstört, aber im Jahr 1730 aus zum Teil wiederverwendeten Bruch- und Hausteinen erneuert.
- Es gab eine protestantische Kirche (temple), die jedoch im Jahr 1663 zerstört wurde.
- Am Rand der Weinfelder stehen noch einige Wächterhütten aus Trockenmauerwerk (cabanes).